# Estadi Chaban-Delmas
L'Estadi Chaban-Delmas (o Stade Chaban-Delmas) (també conegut pel seu antic nom Parc Lescure) és un recinte esportiu de la ciutat occitana de Bordeus (a la regió d'Aquitània, a França), que és utilitzat habitualment per l'equip de futbol dels Girondins de Bordeaux.

## Història
Va ser inaugurat el 30 de març del 1924 i el 1935 es va reformar per acollir la Copa del Món de Futbol del 1938. Va ser el primer estadi del món en disposar de tribunes cobertes sense cap pilar que destorbés la visibilitat dels espectadors. Va dur el nom de Stade du Parc Lescure fins a l'any 2001, quan es va canviar el nom pel del recent mort alcalde de Bordeus entre 1947 i 1995, Jacques Chaban-Delmas.
Ha estat seu en dues edicions de la Copa del Món de futbol. A l'edició de 1938 només va albergar el partit pel tercer lloc, mentre que a la de 1998 va un total de sis partits, cinc de la primera fase i un de vuitens de final.
L'estadi té una capacitat de 34.440 espectadors, unes dimensions de 112x62 metres i està classificat com a monument històric.